# Pierwsze spotkania w świecie Endera
Pierwsze spotkania w świecie Endera (tyt. oryg. First Meetings) – zbiór opowiadań Orsona Scotta Carda z gatunku science fiction związanych z postacią Endera Wiggina. Książkę wydało wydawnictwo Subterranean Press, edycję polską wydała oficyna Prószyński i S-ka w 2005 r.

## Spis utworów
- „Gra Endera” („Ender’s Game”, 1977), zaczątek powieści pod tym samym tytułem,
- „Chłopiec z Polski” („Polish Boy”, 2002), dzieciństwo ojca Endera, Jana Pawła Wieczorka,
- „Zmora nauczyciela” („Teacher’s Pest”, 2003), spotkanie rodziców Endera,
- „Doradca inwestycyjny” („Investment Counselor”, 1999), pierwsze spotkanie Endera z Jane.